# Dig, Jesu, vare evigt pris
Dig, Jesu, vare evigt pris är en nattvardspsalm med tre verser som ingick i 1695 års psalmbok. Psalmen skrevs av Johannes Olearius 1671, "O Jesu, dir sei ewig Dank", och översattes av Jesper Swedberg 1694.
Psalmen inleds 1695:
TIgh JEsu ske nu ewig prijs
I 1697 års koralbok anges att melodin är samma som till psalmen Var man må nu väl glädja sig (nr 219). Den tyska förebilden är: "Nun freut euch, lieben Christen g'mein / Es ist gewisslich an der Zeit" enligt Sibelius-Akademin .

## Publicerad i
- Den svenska psalmboken 1694 som nummer 24 under rubriken "Om Herrans Nattward".[1]
- Den svenska psalmboken 1695 som nummer 21 under rubriken "Om HErrans Nattward"
- Den svenska psalmboken 1819 som nummer 161 under rubriken "Nådens medel: Sakramenten: Nattvarden".
- Den svenska psalmboken 1937 som nummer 201 under rubriken "Nattvarden".